# Edward Strachey, 1. Baron Strachie
Edward Strachey, 1. Baron Strachie PC (* 30. Oktober 1858 in Clifton, Gloucestershire; † 25. Juli 1936) war ein britischer Politiker der Liberal Party, der 19 Jahre lang Abgeordneter des House of Commons sowie Paymaster General war.

## Leben
Strachey war der älteste Sohn von Sir Edward Strachey, 3. Baronet. 1892 wurde er als Kandidat der Liberal Party erstmals als Abgeordneter in das House of Commons gewählt und vertrat in diesem bis 1911 als Nachfolger von Frederick Lambart den Wahlkreis South Somerset. Nach dem Tode seines Vaters wurde er 1901 dessen Erbe als 4. Baronet, of Sutton Court.
Während der Amtszeit von Premierminister Henry Campbell-Bannerman sowie dessen Nachfolger H. H. Asquith war er als Nachfolger von James Hamilton zwischen 1905 und seiner Ablösung durch William Dudley Ward 1909 als Treasurer of the Household im Amt des Lord Steward of the Household tätig. Anschließend fungierte er von 1909 bis 1911 als Parlamentarischer Sekretär im Ministerium für Landwirtschaft und Fischerei (Board of Agriculture and Fisheries).
Nach seinem Ausscheiden aus dem House of Commons wurde Strachey durch ein Letters Patent vom 3. November 1911 als Baron Strachie, of Sutton Court in the County of Somerset, zum erblichen Peer erhoben und gehörte fortan bis zu seinem Tod als Mitglied dem House of Lords an.
Am 23. Mai 1912 wurde er von Premierminister Asquith zum Generalzahlmeister (Paymaster General) ernannt und bekleidete dieses Regierungsamt bis zum 25. Mai 1915. 1912 erfolgte seine Berufung zum Privy Counsellor (PC).
Aus seiner am 17. Januar 1880 geschlossenen Ehe mit Constance Braham ging mit Frances Constance Maddalena Strachey eine Tochter hervor, die mit Maurice Towneley-O’Hagan, 3. Baron O’Hagan verheiratet war. Nach seinem Tod erbte sein Sohn Edward Strachey den Titel als 2. Baron Strachie.